# Трансформатор
|  | Трансформатор с две намотки и феромагнитен магнитопровод.                                          |
|  | Трансформатор с три намотки. Точките показват относителното разположение на началата на намотките. |
|  | Трансформатор с електростатично екраниране предотвратяващо капацитивното влияние между намотките.  |

Трансформаторът е статично електрическо устройство, чрез което се пренася електрическа енергия от една електрическа верига в друга чрез индуктивна връзка. Това се постига чрез трансформаторни намотки. Променливият ток в първата, (първична намотка), създава променлив магнитен поток в ядрото на трансформатора и съответно променливо магнитно поле. Това променливо магнитно поле индуцира променлива електродвижеща сила (напрежение) във вторичната намотка. Описаният ефект се нарича взаимна индукция. Същият променлив магнитен поток индуцира електродвижеща сила (напрежение) и в първичната намотка. Това явление се нарича самоиндукция.
Ако към вторичната намотка се свърже консуматор, през нея протича ток и електрическа енергия се пренася от първичната намотка през трансформатора към консуматора. При идеализиран трансформатор, индуцираното напрежение във вторичната намотка (Vs) е пропорционално на напрежението в първичната намотка (Vp) и на отношението на броя на навивките във вторичната (Ns) и първичната намотка (Np):(По-правилно да се каже, е че при идеализиран трансформатор, индуцираното напрежение във вторичната намотка и неговото отношение спрямо напрежението в първичната намотка е правопропорционално на броя на навивките във втората намотка спрямо броя на навивките в първата):
{\displaystyle {\frac {V_{\text{s}}}{V_{\text{p}}}}={\frac {N_{\text{s}}}{N_{\text{p}}}}}
Чрез подходящ подбор на съотношението на навивките, трансформаторът дава възможност за промяна на напрежението, като го повишава при Ns, по-голямо от Np, или го понижава при Ns по-малко от Np.
При повечето трансформатори намотките са разположени на феромагнитен магнитопровод, при които магнитната индукция и магнитния поток се увеличават значително.
Изключение са трансформаторите с въздушна индуктивна връзка /трансформатори без магнитопровод/. Тези трансформатори без магнитопровод се използват при много големи честоти, когото загубите в магнитопровода са много големи това силно влошава КПД на трансформатора.
Размерите на трансформаторите варират в широки граници – от трансформатори с размери под 1 cm в сценичните микрофони до съоръжения, тежащи стотици тонове, свързващи части на електропреносната мрежа. Всички те действат въз основа на един и същ принцип, макар че устройството им може да бъде различно. Съвременните технологии в доста електронни схеми позволяват работа без трансформатор благодарение на полупроводниците. Въпреки това трансформаторите все още те имат своето място и предимства в много приложения. Те продължават да бъдат основен елемент на системите за пренос на електроенергия, позволяващ изграждането на ефективни високоволтови линии. Съществуват и други видове трансформатори основаващи се на различни физични явления-например пиезоелектричеството.

## История

### Откриване
Явлението електромагнитна индукция е открито през 1831 година по отделно от англичанина Майкъл Фарадей и американеца Джоузеф Хенри, като Фарадей пръв публикува резултатите от своите експерименти. Връзката между електродвижеща сила и магнитен поток е формулирана в уравнение, известно днес като закон на Фарадей за електромагнитната индукция:
{\displaystyle |{\mathcal {E}}|=\left|{{d\Phi _{B}} \over dt}\right|}.
където {\displaystyle |{\mathcal {E}}|} е размерът на електродвижещата сила, а dΦB е изменението на магнитния поток в устройството. dt – отрязък от време. Значи {\displaystyle |{\mathcal {E}}|} е толкова по-голямо, колкото изменението на магнитния поток dΦB е по-голямо и за по-кратко време.
Фарадей провежда първите експерименти с индукция между намотки от проводник, включително с намотаването на две отделни намотки около железен пръстен – първият тороиден трансформатор със затворен магнитопровод.

### Индукционни бобини
Първият тип трансформатори, намерил по-широко практическо приложение, е индукционната бобина (бобина на Румкорф), открита през 1836 година от ирландеца Никълас Калан. Той е един от първите изследователи, които забелязват, че съотношението на навивките на двете намотки може да се използва за увеличаване или намаляване на електродвижещата сила. Първоначалният стимул за използването на индукционните бобини е желанието на експериментаторите да увеличат напрежението, получавано от батерии. Тъй като батериите създават постоянен, а не променлив ток, първите индукционни бобини използват вибриращи контакти подобни на тези в релетата, които периодично прекъсват тока в първичната намотка, за да създадат променлив магнитния поток, необходими за индукцията. През първия половин век след появата им усилията за създаване на по-усъвършенствани индукционни бобини, главно чрез проби и грешки, постепенно разкриват основните принципи на действие на трансформаторите.
През 70-те години на 19 век се появяват електрическите генератори, произвеждащи променлив ток, и става ясно, че индукционните бобини могат да се захранват направо с променлив ток без използване на прекъсвач. През 1876 година руснакът Павел Яблочков създава система за осветление, при която използва индукционни бобини, чиито първични намотки са свързани с източник на променлив ток, а вторичните – с няколко електрически свещи. През 1878 година унгарското предприятие Ганц започва производството на системи за електрическо осветление, които работят изцяло с променлив ток, използвайки трансформатори.
През 1882 година французинът Люсиан Голар и англичанинът Джон Диксън Гибс за пръв път демонстрират устройство с отворен магнитопровод, след което продават правата за използването му на американската компания Уестингхаус. Този вид трансформатори намира приложение в осветителни системи в Италия, макар че ефективността им остава много ниска.
Индукционните бобини с отворен магнитопровод имат ниска ефективност при пренасянето на мощността към консуматорите и първоначално до 1880 година проблемът за понижаване на напрежението на променлив ток се решава чрез последователно свързване на поредица устройства, представляващи консуматори. Трансформатори с отворен магнитопровод и отношение на предаване 1:1 са свързани с първичните си намотки последователно към високото напрежение и подаващи ниско напрежение към лампите. Недостатък на този метод е, че изключването на една от захранваните лампи се променя напрежението за всички останали. За да се преодолее този проблем се конструират различни трансформатори с възможност за настройване. Ефективно работещи трансформатори се появяват едва през 80-те години на 19 век и през следващото десетилетие изиграват решаваща роля за успешното разпространение на системите, базирани на променлив ток, за сметка на правотоковите.

### Други ранни трансформатори
През 1889 година роденият в полско-руско семейство немски инженер Михаил Доливо-Доброволски разработва във фирмата AEG (Algemeine Elektricitäts-Gesellschaft) в Германия първия трифазен трансформатор. 
През 1891, Никола Тесла изобретява бобината на Тесла или още (трансформатор на Тесла), представляваща резонансен трансформатор за създаването на много високо напрежение с висока честота. Първичната намотка на този високочестотен трансформатор се е захранва от бързи разряди на високоволтови кондензатори зареждани от по-малък стандартен трансформатор. Тесла прави опити дълго време с тези трансформатори, с цел да пренася безжично електрическа енергия в йоносферата и дори да ги използва, като електромагнитно оръжие.

## Основни принципи
Напрежението, което се подава на входа на трансформатора, се нарича първично (входно), а това, което се получава на изхода, се нарича вторично (изходно), а съответните намотки – първична и вторична.
Първичната намотка, при подадено към нея напрежение, създава променлив магнитен поток в околната магнитна среда. Промените в този магнитен поток индуктират напрежение в първичната и вторична намотки. Ако навивките на вторичната намотка са повече от навивките на първичната, то трансформаторът е повишаващ и обратно – ако са по-малко е понижаващ.
Съотношението „брой навивки на волт“ е еднакво за двете намотки. Трябва да се има предвид и че първичната и вторичната мощност са равни /разликата е загубите в трансформатора/, което означава, че в каквото съотношение са първичното и вторичното напрежение, точно в обратното съотношение са първичният и вторичният ток. Това е важно при избора на дебелината на проводника за първичната и вторичната намотки.
В идеалния случай, когато няма загуби при трансформирането, енергията постъпваща в първичната верига се трансформира в магнитно поле и след това в енергия на вторичната верига. Това показва, че при трансформирането не се печели енергия, даже обратното. но този процес на трансформация позволява да се ползват такива електрически параметри на електрическата верига, които са необходими – като например за пренос на електрическа енергия, за ползване в транспорта, за ползване в домакинствата, в електронни устройства и т.н.
{\displaystyle P_{1}=I_{1}\cdot U_{1}=P_{2}=I_{2}\cdot U_{2}}
където:
P1 – моментната стойност на постъпващата в трансформатора мощност в първичната верига,
P2 – моментната стойност на преобразуваната от трансформатора мощност, постъпваща във вторичната верига.
Чрез уравнението на идеалния трансформатор се изразява връзката между трансформираните напрежения и токове и конструкцията му за осъществяване на това:
{\displaystyle {\frac {U_{2}}{U_{1}}}={\frac {N_{2}}{N_{1}}}={\frac {I_{1}}{I_{2}}}}
където N е броят на намотките във всяка една от страните на трансформатора.

### Реален трансформатор
Идеалните трансформатори са практически нереализуеми. Един реален трансформатор се различава от идеалния трансформатор по следните параметри:
- Проводникът имат собствено съпротивление. Съпротивителните загуби в проводника зависят от натоварването на трансформатора и са пропорционални на втора степан от токовете, преминаващи през всяка намотка.
- Загуби от паразитните капацитети. Те са пропорционални на напрежението и честотата.
- В магнитопровода загубите са двукомпонентни, загуби от вихрови токове и загуби от хистерезис. При цикличното намагнитване на магнитопровода се изразходва енергия.

Съществуват обаче и други видове загуби: допълнителни загуби, създадени от хармоници, загуби от разсейване на магнитния поток и загуби, които могат да се отнесат най-вече към по-големите трансформатори – загуби от охлаждане или допълнителни загуби, причинени от използването на охлаждащо оборудване, като вентилатори и помпи.
Не целият магнитен поток, който се създава от първичната намотка, преминава през вторичната намотка, като има различни магнитни потоци, които се разсейват. Магнитната проницаемост на магнитопровода зависи от честотата и силата на магнитния поток. Загубите в магнитопровода почти не зависят от натоварването, но зависят на втора степен от плътността на основния магнитен поток, /магнитната индукция/ както и са пропорционални на честотата. Ефекта на насищане на магнитопровода водят до това, че индуктивността на първичната намотка не е константна величина, а зависи от магнитния поток на първичната намотка. Това е характерно за трансформатори които работят в електрониката. Там обикновено има два или три различни тока. Магнитните им потоци не се уравновесяват. Когато има такава опасност конструкторите слагат малък диелектричен участък по пътя на магнитния поток. Магнитопровода променя много малко формата си поради ефекта на магнитострикция при промяна на магнитното поле. Бръмчене /брум/ може, също така да е предизвикан от хлабави навивки или листовете на магнитопровода. Брум с ниска интензивност предизвиква и магнитострикцията на магнитопровода. При празен ход на вторичната намотка, през първичната намотка на протича един ток на намагнитване, който зависи от големината на реактивното съпротивление на първичната бобина на трансформатора и подаденото напрежение.
Еквивалентна схема на реалния трансформатор
Загубите от нагряването на намотките и загубите от реактивното съпротивление са представени от импедансите в модела:
- Първична намотка: RP, XP
- Вторична намотка: RS, XS.

При нормалния ход на преобразуването на еквивалентната схема, RS и XS се отнасят на практика към първичната страна, като техните импеданси се умножават на отношението на намотките на квадрат, (NP/NS) 2 = a2.
Загубите в магнитопровода и реактивната енергия са представени от:
- Загуби в магнитопровода: RC
- Реактивна енергия за намагнитването: XM.

RC и XM са заедно определени, като магнитния клон на този модел.
Загубите в магнитопровода са предизвикани основно от хистерезис и токовете на Фуко в магнитопровода и са пропорционални на квадрата на магнитния поток при работа при определена честота.

### Работа при паралелно свързване
Паралелната работа на трансформаторите е необходима по няколко причини, като основната е че при номинален товар КПД и cos φ на трансформатора е най-добър. За да се постигне това при малко натоварване в мрежата, е необходимо да се изключват част от трансформаторите, които са необходими за покриване на максималното натоварване на мрежата. При голямо натоварване се включват и другите трансформатори.
За паралелното включване на трансформаторите е необходимо:
1. Еднакви номинални първични и вторични напрежения на всички съответстващи отклонения, което означава и равенство на коефициентите на трансформация.
2. Еднакви напрежения на късо съединение.
3. Еднакви групи на свързване.
4. Отношението на номиналните им мощности да не бъде повече от 3:1.
5. Еднаква поредност на фазите.

Тези условия означават, че е най-добре да се използват трансформатори с еднакви параметри.
Групата на свързване на трансформатор се определя от ъгъла на дефазиране на векторите на линейните електродвижещи напрежения на намотките ниско напрежение или средно напрежение, спрямо векторите на съответстващите им линейни електродвижещи напрежения спрямо намотката високо напрежение.
Възможните схеми на съединение и означения на изводите на трифазните трансформатори определят изменението на този ъгъл от 0-ла до 360 градуса. Особеностите на трифазната система обуславят изменението на този ъгъл през 30 градуса. Това дава възможност да се въведе аналогия между градусите и стрелките на часовника, като всяка група съответства на даден час от циферблата на часовника.
Групите на свързване са важен показател при паралелната работа на трансформаторите.

## Конструкция

### Магнитопровод

#### Магнитопровод от ламинирана електротехническа стомана
Трансформаторите, които се използват в електрозахранването и в звукотехниката обикновено използват магнитопроводи, изработени от висококачествена силициева електротехническа стомана. Стоманата има магнитна проницаемост многократно по-голяма от тази на въздуха. При първите разработки на трансформатори се установява, че магнитопроводите, изработени от плътен солиден материал водят до много големи загуби от вихрови токове особено при работа с големи мощности и честоти. Солидния стоманен магнитопровод реално се явява, като вторична намотка свързана накъсо и води до силно нагряване.
В по-късен етап това се намалява с използването на магнитопроводи, състоящи се от отделни листове или дори прах от магнитни материали, за по-високи честоти. Използват се и снопове от изолирани железни проводници, заради скин ефекта. Новите конструкции използват магнитопроводи, съставени от тънки листове двустранно изолирана ламарина наричани ламели. Всяка ламела е изолирана от съседните слоеве чрез много тънък изолационен слой. Този слой най-често е лаково или оксидно покритие. Колкото е по-висока работната честота на трансформатора, толкова по-тънки трябва да са ламинираните листове, като много тънки листове електротехническа стомана могат да се използват до честота 10 kHz.

Една често използвана конструкция е изработена от Е-образно щанцовани листове на магнитопровода, затворени с I-образни части. Подобна конструкция все още има малки загуби, но е по-икономична за масово производство.

#### Монолитни магнитопроводи
Магнитопроводи, изработени от прахообразнен магнитен материал се използват в трансформатори на импулсни захранващи устройства, които работят при няколко десетки МHz. Тези материали комбинират високи стойности на магнитната проницаемост с голямо обемно съпротивление. За областта на радио честоти се използват магнитни материали, като ферити, които имат много голямо обемно съпротивление. Монолитен магнитопровод се използва и при токови измервателни трансформатори с висок клас на точност.

#### Тороиден магнитопровод
При тороидния трансформатор се използва магнитопровод с формата на затворен пръстен, който в зависимост от работната честота на трансформатора е изработен от навита на пръстен лента от силициева ламарина или пермалой, прахообразно желязо или ферит. При този магнитопровод липсва въздушна междина.

Тороидалните трансформатори са по-ефективни от другите видове с ламинирани Е-пластини. Те са с по-малки размери, по-малко тегло и слабо разсейване на магнитните потоци. Тези трансформатори се използват при високи честоти, за намаляването на загубите, физическите размери и теглото. Недостатък за масовото производство са големите производствени разходи за навиването на намотките им. При навиването цялата остатъчна дължина на намотката трябва да премине през тороида по време изпълнението на всяка навивка. Сега съществуват много специализирани машини за навиване на тороидни трансформатори.

#### Въздушен трансформатор
При поставяне на първичната и вторичната намотка на трансформатора една до друга без магнитопровод, се получава трансформатор с въздушна индуктивна връзка. При този вид трансформатор няма хистерезисни загуби от пренамагнитване. Тази конструкция не може да се използва за директен пренос на енергия при мрежова честота, но има много широка честотна лента и се използва за радиоприложения и индукционно загряване. В Теорията магнитната връзка между бобините на трансформаторите става по въздуха, а магнитопровода, само канализира и уплътнява магнитния поток.

### Намотки
Легенда:
Бяло: Въздух, течност или друг изолационен материал заедно с лак, хартия или друга изолация на бобината.
Зелено спираловидно: Силициева ламарина ориентирана.
Черно: Първична намотка (алуминий или мед).
Червено: Вторична намотка (алуминий или мед).
За проводник в трансформаторите се използват основно монолитен меден изолиран проводник, както и масивен алуминиев
изолиран проводник с кръгло или правоъгълно сечение. Основните изисквания са механична устойчивост, електрическа якост лесна изработка и добро охлаждане. Намотките могат да бъдат концентрични една спрямо друга, като се навиват една върху друга. В този случай до магнитопровода се поставя намотката за ниско напрежение, защото изисква по-малка изолация спрямо магнитопровода. Изводът на намотката за високо напрежение се извежда от края, който е най-далеч от магнитопровода. Така потенциалът се разпределя равномерно с нарастване на диаметъра на намотката. При секционни намотки навивките се нареждат една до друга и намотките за ниско напрежение се поставят близо до яремите. За изолация на проводниците най-често се използва лакова изолация, при която намотките се получават с най-компактен размер. В силовите трансформатори за изолация се използва хартия или текстилни материали, които са по-устойчиви на претоварване. При навиването на намотките на малки трансформатора могат да се използват предварително шприцвани каркаси (макари) или намотката да се изработи безкаркасна (отлята). След това готовата намотка се монтира към магнитопровода. При тородални магнитопроводи, навиването на намотките на трансформатора се извършва направо върху магнитопровода с използването на специализирани машини за навиване върху тороиди.

### Охлаждане
Охладителните системи са различни видове. Общото между маслените трансформатори е, че имат казан, капак, охладителни тръби и разширител. За да се оцени значението на охлаждането, трябва да се знае че животът на изолацията при всички електрически машини, включително и при трансформаторите, се намалява наполовина при всеки 7 °C до 10 °C увеличаване на работната температура над допустимата. Това правило за продължителност на живот важи особено при трансформатори с хартиена изолация. Малки сухи трансформатори и маслени трансформатори често са самоохлаждащи се чрез естествена конвекция и лъчист топлообмен. Когато се увеличава мощността на трансформаторите, те се охлаждат чрез принудително въздушно охлаждане, принудително маслено охлаждане, водно охлаждане или комбинация им.  Големите трансформатори използват трансформаторно масло, което едновременно охлажда и изолира намотките. Трансформаторното масло е рафинирано минерално масло. Системите за изолация, използващи минерално масло и електрически изолационна хартия са изследвани за повече от 100 години. Очаква се 50% от големите захранващи трансформатори да работят над 50 години и средното време за възникване на авария при тях е около 10 до 15 години. Около 30% от авариите с трансформаторите са предизвикани от проблеми с изолацията и претоварване 

## Практически проблеми
Много често по време на изпитвания – контролни или специални и свързаните с тях анализи на трансформаторното масло се открива наличие на частични разряди. Наличието на частичен разряд ускорява стареенето на електрическите изолационни системи. Оценката на скоростта на развитие на дефекта зависи от амплитудата, скоростта на изменение и мястото, където възникват частичните разряди в обема на силовия трансформатор. При продължителното действие на разрядите в твърд диелектрик се образуват разрядни канали (електрически дендрити), а при разряди по повърхността се образува ―трек.

## Класификация
- Според предназначението
  - Захранващи
  - Съгласуващи
  - Импулсни
  - Автотрансформатори
  - Заваръчни
  - Пик трансформатори
  - Токови
  - Напреженови
  - Трансформатори за звукоразпространение /Радиовъзли/
  - Специални трансформатори
- Според вида на пренасяната величина
  - Мощностни
  - Измелвателни - токови и напреженови
  - Импедансни
- Според устройството
- Без магнитопровод
  - Едноядрени
  - Двуядрени
  - Триядрени
  - Петядрени /обикновено са измервателни/
  - Еднонамотъчни
  - Двунамотъчни
  - Тринамотъчни
- Според галваничното разделяне
  - Без галванично разделяне (автотрансформатори)
  - С галванично разделяне
    - еднофазни
    - многофазни
- Според работната среда и вида на охлаждането
  - Сух

- Течна охлаждаща и изолационна среда (трансформаторно масло)

- ONAN (oil natural, air natural) без принудително задвижване на маслото и без обдухване на топлообменниците (радиаторите)

- ONAF (oil natural, air forced) без принудително задвижване на маслото и с обдухване на топлообменниците (радиаторите)
- OFAF (oil forced, air forced) с принудително задвижване на маслото и с обдухване на топлообменниците (радиаторите)
- Газова работна среда
  - Елегазови (SF6)

- Според преводното отношение
  - Повишаващи
  - Понижаващи
  - Изолационен трасформатор (коефициента на трансформация) е 1.
- Според вида на магнитопровода
  - Ядрени
  - Мантийни
  - тороидални

## Приложение

### Заваръчен трансформатор
Това е трансформатор за изпълнение на различни видове заварка. Той преобразува напрежението от мрежата (220 или 380 В) в безопасно напрежение, а тока до хиляди ампери при това без да влияе пряко на мрежата.
Първичната и вторичната намотка на този трансформатор, както и магнитната му система трябва да са така устроени, че да има разсейване на магнитния поток, за да се избегне насищане на магнитопровода и да имат падаща вол-амперна характеристика. При заварка с еднофазен трансформатор с 220 волта на първичната намотка, към вторичната намотка се получава от порядъка на 50 до 70 волта, което е достатъчно за запалване на електрическа дъга за заварка. Тока на заварка се регулира чрез изменение или на индуктивното съпротивление, или чрез вторичното напрежение на празен ход на трансформатора, което става с изпълнението на многосекционна вторична намотка и превключването им. Магнитна връзка се изменя чрез промяна на въздушната междина на магнитната система на трансформатора. За стабилност на електрическата дъга след изправянето и с диоди към вторичната намотка се свързва последователно и заваръчен дросел.

### Автотрансформатор
Автотрансформатора е трансформатор, който има една намотка като част от първичната и вторичната намотка са общи. Намотката на автотрансформатора има минимум три извода, като при него могат да се получат по-високи и по-ниски вторични напрежения спрямо първичното. Преимущества на автотрансформатора се явява по-високия КПД защото той само трансформира тази част от напрежението,което трябва да се добави или извади от мрежовото.. Недостатък е липсата на галванична изолация между първичната и вторичната намотка. Изгодни са за коефициент на трансформация до 1:3 или 3:1.
Има автотрансформатори, /ЛАТР/ при които част от намотките на най-горния слой е неизолирана и чрез плъзгач с контактна въглеродна четка или колело се прави свързване на към навивките на трансформатора. Важно условие е между неизолираните части на намотките да не се получават къси съединения. Използват се и в електролаборатории

### Заземителен трансформатор
Служи основно за защита и създаване на неутрален извод.
Плосък трансформатор 
.
Производителите ецват спирална намотка на печатната платка под формата на намотка на плосък трансформатор. Плоските трансформатори са много по-тънки от другите трансформатори. Предимството им е, че могат да се използват за схемни решения с използването на няколко различни печатни платки. Могат да се вграждат в интегрални схеми и микроконтролери.

### Пиезотрансформатор
Пиезоелектричният трансформатор е изработен от керамичен материал с висока диелектрична константа наричан субстрат.Състои се от равномерни елементи с различна поляризация. Той вибрира при резонансна честота, определена от дължината на елемента. Работната честота F зависи от скоростта на звука (c) и дължината(L).
F = c / (4xL) с резонанс при f / 2.
Пиезоелектричните трансформатори са широко използвани в съвременни електронни баласти за луминесцентни лампи, DC/DC преобразуватели и радио филтри.

### Диференциален трансформатор
Служи за измерване на малки линейни премествания с висока точност.